# Ineke Boks
Lammerdina Hendrika (Ineke) Boks (Dordrecht, 24 mei 1919 – Amsterdam, 31 augustus 1994) was een Nederlands binnenhuisarchitecte.

## Leven
Ze was dochter van werktuigkundig ingenieur Dirk Jan Boks en Johanna Marie Emma Viets. Zelf was ze getrouwd met makelaar Willem Ferdinand Zeeger Deenik (overleden 2006). Ze werd gecremeerd op Westerveld. 
Ineke groeide vanaf 1920 op in Hof van Delft en verhuisde later naar Haarlem. In die stad doorliep ze in de jaren dertig het gemeentelijk gymnasium. Ze kreeg een opleiding tot (bouwkundig) tekenaar aan de Kunstnijverheidsschool (voorloper van de Gerrit Rietveld Academie). Een politierapport uit de Tweede Wereldoorlog (vermissing persoonsbewijs in 1941) en haar persoonskaart binnen de gemeente Amsterdam vermeldden dat beroep ook. Later schakelde ze over naar binnenshuis/interieurarchitectuur en vormde daarin sinds het eind van de Tweede Wereldoorlog (vanaf 1948 officieel) een duo met Elsebeth van Blerkom.
Er ontstond een samenwerking met het architectenbureau van Ben Merkelbach en Charles Karsten, die in de crisisjaren dertig nieuw talent in dienst namen, waaronder ook tuinarchitecte Mien Ruys en fotografe Eva Besnyö.
Die samenwerking mondde in 1946 uit in een project onder leiding van projectarchitect Piet Elling voor het AMVJ-gebouw in Amsterdam. In 1952 vervulden zij een opdracht voor de inrichting van treinwagons, gebouwd bij Werkspoor en te leveren aan Argentinië. Ze werkten ook voor de Nederlandse Spoorwegen bij de bouw van het Nederlands-Zwitsers TEE-treinstel. Later (1960) volgde Stichting Goed Wonen in Hoofddorp met het inrichten van een modelwoning. De grootste opdracht kwam bij het inrichten van het GAK-gebouw van Ben Merkelbach en Piet Elling in 1960/1961, ook al had Elling weinig waardering voor het werk van de twee.

## Vervalst persoonsbewijs
Die aangifte tot vermissing van haar persoonsbewijs kreeg veel later een staartje. Dat persoonsbewijs werd tijdens die Tweede Wereldoorlog gebruikt als persoonsbewijs van Roza van Leeuwen. Zij, Jodin, was al twee keer opgepakt en gedeporteerd naar de Hollandsche Schouwburg om verder gedeporteerd te worden. Ze wist echter twee keer te ontsnappen en kreeg een vervalst persoonsbewijs in handen met de naam Lammerdina Hendrika Koks, geboortedatum 24 mei 1919; adres Kleverlaan 117, Haarlem (woonadres familie Boks) waarbij de K van Koks enigszins bewerkt was. Roza van Leeuwen wist met dat valse persoonsbewijs de oorlog te overleven. Ineke Boks komt voor op de Lijst van Vrouwen in Verzet van het Noord-Hollands Archief vanwege een mogelijke band met de familie Schöffer.